# Estación de Miranda de Ebro
Estación de ferrocarril de Miranda de Ebro vasútállomás Spanyolországban, Miranda de Ebro településen.

## Vasútvonalak
Az állomást az alábbi vasútvonalak érintik:
- Madrid-Hendaya-vasútvonal
- Bilbao–Casetas-vasútvonal

## Kapcsolódó állomások
A vasútállomáshoz az alábbi állomások vannak a legközelebb:
- Estación de Manzanos
- Estación de Haro
- Estación de Pancorbo